# لين رينولدز (سياسي)
لين رينولدز (بالإنجليزية: Len Reynolds)‏ هو سياسي أسترالي، ولد في 19 نوفمبر 1923 في أستراليا، وتوفي في 14 يوليو 1980. حزبياً، نشط في حزب العمال الأسترالي. وقد انتخب عضو مجلس النواب الأسترالي عن دائرة Division of Barton ‏ (22 نوفمبر 1958 – 26 نوفمبر 1966).